# Foster Bugt
Het Foster Bugt is een baai in Nationaal park Noordoost-Groenland in het oosten van Groenland.
De baai is vernoemd naar Henry Foster.

## Geografie
De baai is een inham van de Groenlandzee en het Keizer Frans Jozeffjord en de Sofia Sund monden in de baai uit.
Ten noorden van de baai ligt het schiereiland Hold with Hope, in het noordwesten het schiereiland Gauss Halvø, in het westen Ymer Ø en in het zuidwesten het eiland Geographical Society Ø.
De volgende grote inham ligt op ongeveer 60 kilometer naar het noorden met de Gael Hamke Bugt en op ongeveer 30 kilometer naar het zuiden met de Vega Sund.